# Пантеон
Пантео́н (греч. Πάνθειον, «[храм] всем богам») — группа божеств, принадлежащих к одной религии или мифологии.

## Общеиндоевропейский пантеон
Каждой касте соответствовало особое божество: например, у жрецов это был грозный, но справедливый бог-судья (Зевс — Юпитер — Один — Арамазд — Михр — Митра — Варуна (наравне с Индрой), у воинов — бог войны (Тор — Марс — Арес — Ваагн — Индра — Перун — Пяркунас), у земледельцев — бог плодородия (Фрейр — Квирин — Велес).

## Греческий пантеон
Как отмечают, в олимпийской мифологии господствует индоевропейское начало.

## Древнеегипетский пантеон
Древнеегипетская религия имела совершенно иные, африканские корни.

## Славянский пантеон
Славянская языческая религия большую часть своей истории не представляла собой стройной системы, а была составлена из региональных культов и отдельных сект. Наиболее известен имеющий прибалтийское происхождение культ Перуна (Перкунаса), в IX—X веках бывший на Руси основным конкурентом христианства и особенно популярный в среде княжеских дружинников. На его основе князем Владимиром была произведена попытка создания общегосударственного культа, который должен был упрочить его власть и идеологически сцементировать фундамент государства, однако она потерпела неудачу, что впоследствии повлекло за собой христианизацию Руси.
Пантеон князя Владимира

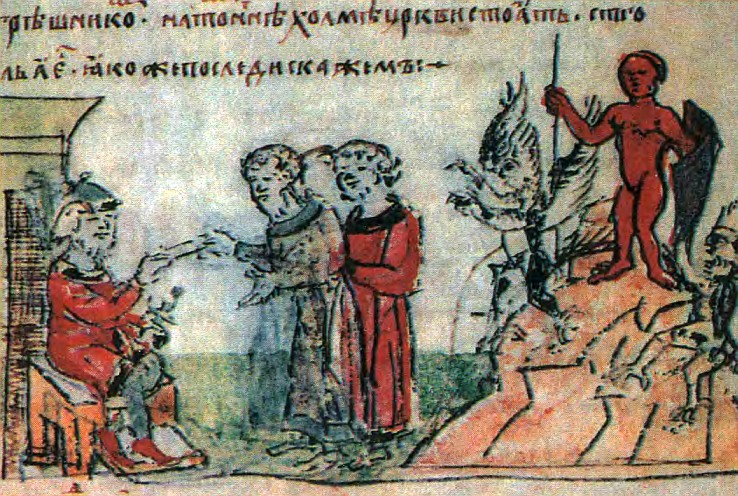
Справа — пантеон Владимира в представлении древнерусского книжника

- Перун — верховный бог, покровитель князя и дружины, также громовержец[3]. Сменился Ильёй-пророком.
- Хорс — олицетворённое солнце[4]
- Дажьбог — солнечное божество, покровитель Русской земли и русских людей от князя до земледельца[5]
- Стрибог — божество, связанное, вероятно, с атмосферными функциями (ветром)[6]
- Симаргл — полубожественный персонаж с неясными функциями, возможно — вестник между небесным и земным мирами[2]
- Мокошь — женское божество, покровительница прядения и ткачества[7]. Сменилась Пятницей.

Другие боги Древней Руси
- Волос ~ Велес — часто отождествляются, однако по источникам у них разные функции:
  - Волос — «скотий бог», покровитель скота[8]. Сменился св. Власием Севастийским.
  - Велес — бог-покровитель сказителей и поэзии[9]
- Род и рожаницы — персонажи, олицетворявшие предначертанное, судьбу новорожденного, «что на роду написано»[10][неавторитетный источник]
- Сварог — бог-кузнец[11]
- Сварожич — олицетворённый огонь[12]

## Балтийский пантеон
- Диевас (Дьявас[источник не указан 1430 дней]) — Верховный Бог (сравните с ведийским Дьяусом).
- Дьявас Сянялис — проявление Бога. Согласно некоторым реконструкциям — отдельное божество, учитель и наставник людей. Выглядит как старый нищий путник. Искусен в магии и медицине.
- Праамжюс — эпитет Бога.
- Аушрине — Утренняя Звезда, богиня, дочь Бога-Дьяваса (дьявайте). Богиня утра. Образ имеет многочисленные параллели с ведийской Ушас, греческой Эос, римской Авророй. Другое имя — Аушра («заря»).
- Далия — богиня судьбы и прядения.
- Габия — богиня, поддерживающая Священный Огонь, дочь Бога (дьявайте).
- Лайма — богиня судьбы и удачи.
- Менуо — Месяц, сын Бога (дьявайтис).
- Пяркунас — Громовержец, сын Бога (дьявайтис) (сравните со славянским Перун).
- Сауле — Солнце (родственно славянскому названию солнца).
- Ашвьяняй — божественные близнецы, правящие повозкой Солнца (сравните с ведийскими Ашвинами).
- Вакарине — Вечерняя Звезда.
- Витаутус — бог, ухаживающий за лошадьми.
- Жямина — богиня, персонифицированная земля (сравните рус. земля).
- Пизюс — бог супружеской любви и плодовитости.
- Дяйвес Валдитойос (с лит. — «Властвующая богиня») — богиня, плетущая нить людских жизней. У неё есть семь сестёр. По функциям схожа с греческими мойрами и скандинавскими норнами. Связана с Далией и Лаймой.
- Жвайгждес — звёзды, дети Солнца-матери и, как правило, Месяца-отца. Одна из важнейших звёзд — Аушрине. Другие звёзды, сёстры Аушрине, менее важны, но они, такие как Вакарине или Вакаре (вечерняя Венера), готовящая постель для Сауле (Солнца), Индрая (Юпитера), Селия (Сатурна), Жьяздре (Марса) и Вайвора (Меркурия), порой встречаются в мифах также.

## Пантеон ведийских богов
В Индии поклонялись множеству богов и божеств. Пантеон ведийских богов насчитывал до тридцати трёх наиболее почитаемых богов.
- Агни — бог огня.
- Брихаспати — божество молитвы и жертвоприношения.
- Варуна — бог мировых вод.
- Вач — богиня речи.
- Ваю — бог воздушного пространства и ветра.
- Вишвакарман — божественный мастер, творец вселенной.
- Вишну — спутник Индры, который помогает ему бороться с демонами, связывается с Солнцем[14].
- Дьяус — божество дневного неба.
- Индра — царь богов и повелитель небесного царства.
- Маруты — божества бури, ветра, грома и молнии.
- Митра — божество индоиранского происхождения, связанное с дружественностью, договором, согласием и солнечным светом.
- Парджанья — бог грозовой тучи и дождя.
- Притхиви — богиня, олицетворяющая Землю.
- Пушан — божество, связанное с солнцем, плодородием, путём.
- Рудра — божество и одна из форм индуистского бога Шивы, связанная со смертью, охотой, грозой, ветром, бурей, исцелением.
- Савитар — солнечное божество.
- Сарасвати — богиня мудрости, знания, искусства, красоты и красноречия.
- Сурья — бог Солнца.
- Яма — бог смерти.

## Даосский пантеон
Основная статья: Даосский пантеон
В даосизме божеств подразделяют на две категории – Прежденебесные и Посленебесные. 
- Прежденебесные Божества – это существовавшие до возникновения мира, которые никогда не были людьми.
- Посленебесные Божества – это люди, которые обрели совершенство и стали бессмертными.

Тайшан Лао Цзюнь – высшее божественное проявление. Лао Цзы прожил около двухсот лет и вознёсся обратно на Небеса. Он олицетворяет Высшую Мудрость, обладает силой творения и разрушения Вселенной.

## Абхазский пантеон
Список сверхъестественных традиционных божественных существ и религиозных культов почитания богов, предметов, природных явлений политеистического воззрения абхазов.